# Raffa Garzia
Raffaele Garzia, noto come Raffa Garzia (Cagliari, 10 aprile 1877 – Bologna, 18 novembre 1938), è stato un critico letterario italiano.

## Biografia
Frequentò l'Università di Torino e in seguito presso quella di Firenze dove studiò letteratura con Guido Mazzoni.
In una sua pubblicazione, partendo dall'inno logudorese Su patriotu sardu a sos feudatarios di Francesco Ignazio Mannu, traccia una storia della letteratura sarda del Settecento e dell'Ottocento.

## Opere
- Leggendo le giustiniane, Cagliari 1897
- Dell'eloquenza sacra nel Quattrocento e particolarmente dei sermoni volgari del Poliziano, Cagliari-Sassari 1899
- Il canto d'una rivoluzione, Cagliari 1899.